# William Howard Stein
William Howard Stein (ur. 25 czerwca 1911 w Nowym Jorku, zm. 2 lutego 1980 tamże) – amerykański biochemik, laureat nagrody Nobla. Nagrodę otrzymał w roku 1972, wraz ze Stanfordem Moore'em, w dziedzinie chemii za wkład w wyjaśnienie zależności między budową chemiczną a aktywnością katalityczną centrum aktywnego cząsteczki rybonukleazy. Każdy z nich uzyskał 1/4 nagrody. Pozostałą 1/2 przyznano Christianowi Anfinsenowi.